# Matei Cazacu
Matei Cazacu (ur. 11 lipca 1946) – francuski historyk mediewista rumuńskiego pochodzenia.

## Życiorys
Absolwent Uniwersytetu w Bukareszcie (1969). W 1975 wyemigrował do Francji. Doktorat w 1979 roku na Universitatea Paris I Sorbonne Panthéon. Od 1979 pracownik Centre national de la recherche scientifique. Obecnie też wykładowca Institut national des Langues et Civilisations orientales.

## Wybrane publikacje
- (współautorzy: Radu R. Florescu, Alan G. Barbour), In Search of Frankenstein, Boston: New York Graphic Society 1975.
- L'Histoire du prince Dracula en Europe centrale et orientale au s mini-XVe siècle, édition critique, traduction, notes et commentaires, Genève: Droz 1988.
- Au Caucase. Russes et Tchétchènes, récits d'une guerre sans fin (1785–1996), Genève: Georg Éditeur 1998.
- (współautor) Histoire des Slaves orientaux. Bibliographie des sources historiques traduites en langues occidentales Xe siècle – 1689), Paris: CNRS Éditions/Institut d'études slaves 1998.
- Des femmes sur les routes de l'Orient. Le voyage à Constantinople aux XVIIIe-XIXe siècles, Genève: Georg Éditeur 1999.
- Dracula, Paris: Tallandier 2004.

## Publikacje w języku polskim
- Drakula, przeł. Beata Biały, Warszawa: Państwowy Instytut Wydawniczy 2007.